# Nogrod
Nogrod, que significa "Morada del Enano" en la lengua sindarin, es una ciudad ficticia del legendarium del escritor J. R. R. Tolkien, que aparece en la novela El Silmarillion. Era una de las dos ciudades que los Enanos construyeron en las Ered Luin, las Montañas Azules. Nogrod estaba situada al sur del Monte Dolmed y fue fundada por uno de los Siete Padres de los Enanos. Su nombre en sindarin es una traducción del khuzdul "Tumunzahar", y deriva de Novrod, que significa "Morada Hueca" en sindarin. 
Fueron los Enanos de Nogrod los que descubrieron las cavernas de Nargothrond antes de que los Elfos llegaran a la Tierra Media y allí habían vivido hasta que aparecieron. 
Los Enanos de Nogrod comerciaban con todo Beleriand, en especial con armamento. El más renombrado de los herreros de los Enanos, Telchar, era natural de Nogrod.
El ejército de Nogrod acudió a la Nírnaeth Arnoediad y también suministraron armamento a las tropas de Maedhros. Antes de que llegaran a la batalla, muchos fueron muertos por los Elfos, pues muchos no sabían quiénes eran.
Años después, el Rey Thingol de Doriath encargó a unos Enanos de Nogrod que estaban trabajando allí, que engarzaran el Nauglamír con uno de los Silmaril de Fëanor. Pero la codicia que despertaba el Simaril hizo que los Enanos asesinaran a Thingol por la posesión de la joya y entonces los Elfos les mataron sin piedad. Dos de los Enanos lograron escapar y llegar a Nogrod. Le contaron a su señor que Thingol había ordenado matar al resto de sus compañeros para apoderarse del Nauglamír y lleno de ira, el Rey mandó preparar un ejército para atacar Doriath. La Cintura de Melian había caído porque la maia había regresado a Aman, así que Doriath quedó en merced de los Enanos. Se libró una batalla en Menegroth y los Enanos consiguieron el Nauglamír y el Silmaril, pero también se llevaron el resto de tesoros que había en Doriath. Salieron victoriosos del bosque, pero en Sarn Athrad, el ejército de los Laiquendi, encabezados por Beren y su hijo Dior, se arrojó sobre los Enanos y mataron a la mayoría, incluido al Señor de Nogrod que fue muerto por Beren. Algunos lograron huir y se dirigieron a las montañas, donde los Ents les expulsaron hacia los bosques de Ered Luin y poco más se supo de ellos. 
Los enanos de Nogrod, al igual que los de la cercana Belegost, se refugiaron en el este tras la anegación de Beleriand, uniéndose principalmente a los enanos de Khazad-dûm.
Los elfos llamaron a los enanos de Nogrod Noegyth Nibin, que significa «enanos mezquinos» en sindarin, pues se dice que solo tenían amor para ellos mismos y odiaban a los elfos, sobre todo los noldor, por haberles quitado sus tierras.
- Datos: Q2294759